# Население на Гана
Населението на Гана според последното преброяване от 2010 г. е 24 658 823 души.

## Численост
Численост на населението според преброяванията през годините:
| Година | Численост  |
| 1984   | 12 296 081 |
| 2000   | 18 912 079 |
| 2010   | 24 658 823 |

## Възрастова сткруктура
(2009)
- 0-14 години: 37,3% (мъжe 4 503 331 / жени 4 393 104)
- 15-64 години: 59,1% (мъже 7 039 696 / жени 7 042 208)
- над 65 години: 3,6% (мъже 393 364 / жени 460 792)

## Коефициент на плодовитост
- 2000 – 3,95
- 2009 – 3,68
- 2010 – 3,57

## Етнически състав
(2000)
- 45,4 % – акани
- 15,2 % – моси - дагомба
- 11,7 % – еве
- 7,3 % – га - дангме
- 4 % – гуан
- 3,6 % – гурма
- 2,6 % – груси

## Религия
- 63 % – християни
- 16 % – мюсюлмани

## Език
Официален език в Гана е английски.